# Пищальська сільська рада
Пища́льська сільська рада (рос. Пищальский сельский совет) — сільське поселення у складі Половинського району Курганської області Росії.
Адміністративний центр — село Пищальне.
Населення сільського поселення становить 223 особи (2017; 326 у 2010, 610 у 2002).

## Склад
До складу сільського поселення входять:
| Населений пункт    | Населення, осіб (2002) | Населення, осіб (2010) |
| ------------------ | ---------------------- | ---------------------- |
| Пищальне, село     | 368                    | 218                    |
| Романово, присілок | 242                    | 108                    |